# Habenaria cryptophila
Habenaria cryptophila är en orkidéart som beskrevs av João Barbosa Rodrigues. Habenaria cryptophila ingår i släktet Habenaria och familjen orkidéer. Inga underarter finns listade i Catalogue of Life.